# NGC 1268
NGC 1268 (również PGC 12332 lub UGC 2658) – galaktyka spiralna (Sb), znajdująca się w gwiazdozbiorze Perseusza. Została odkryta 14 lutego 1863 roku przez Heinricha d’Arresta. Galaktyka ta należy do Gromady w Perseuszu.
W NGC 1268 zaobserwowano supernową SN 2008fg.